# Johan Borgman
Johannes (Johan) Borgman (Groningen, 7 juni 1889 – Oosterbeek, 9 januari 1976) was een Nederlandse dichter, kunstschilder, helderziende en paranormaal genezer. 

## Leven
Borgman wordt op 7 juni 1889 geboren aan de Noorderhaven in Groningen, de stad waarin ook hij zijn jeugd en tienerjaren doorbracht (Nieuwe Boteringestraat 59). Na de middelbare school (HBS Handelsrichting) heeft hij verschillende banen in het bedrijfsleven, zoals administrateur bij een betonfabriek in Assen. In 1917 verhuist hij naar Den Haag, waar hij achtereenvolgens als administrateur werkt bij de bank Lissa & Kann, de Nederlandse Uitvoermaatschappij (NUM), een papiergroothandel, en later als ambtenaar bij het Ministerie van Binnenlandse Zaken. In 1919 verhuist Borgman naar Amsterdam en begint daar zijn praktijk als natuurgenezer. Ook begint hij met schilderen. In 1920 trouwt hij met Tine van Hamersveld. Het grootste gedeelte van zijn leven brengt hij met haar door in Amsterdam. In 1969 verhuist hij naar Oosterbeek, waar hij overlijdt op 9 januari 1976.
Borgman woont in Amsterdam eerst korte tijd in de 3e Weteringdwarsstraat, vervolgens aan de Raamgracht 6 en vanaf 1922 aan de Prinsengracht 1009. Van 1928 tot 1937 woont het echtpaar in Laren, eerst korte tijd aan de Hoefslag en vervolgens in villa 'Zonnehof' aan de Derkinderenweg 15. Borgman behoudt zijn praktijk in die periode in Amsterdam. In 1937 keert het echtpaar eerst terug naar de vroegere woning aan de Prinsengracht in Amsterdam, een jaar laten verhuizen ze naar de Johannes Vermeerstraat 55. In 1963 overlijdt zijn echtgenote. Het huwelijk bleef kinderloos. In 1969 vertrekt Borgman, 80 jaar oud inmiddels, uit Amsterdam en vestigt hij zich in Oosterbeek (Gelderland) aan de Beukenlaan 10. Ook dit huis noemt hij 'Zonnehof.' Hier praktiseert en schildert hij nog enige jaren, totdat hij na een lang en zwaar ziekbed op 86-jarige leeftijd op 9 januari 1976 overlijdt. Borgman is bij zijn vrouw in Amsterdam op Zorgvlied begraven. Zijn naam leeft echter nog voort in de stichting Het Johan Borgman Fonds, die zijn nalatenschap beheert, en sedert 1995 in de Stichting Het Johan Borgman College, een in Utrecht gevestigde vierjarige beroepsopleiding op hbo-niveau voor energetische (paranormale) therapeuten. Deze opleiding is sedert september 2015 opgegaan in Instituut CAM.

## Dichter
In 1908 debuteert Borgman, slechts achttien jaar oud, met het gedicht De dood is nabij; de nacht is daar in het literaire tijdschrift van Johan de Meester, Europa. Vanaf 1909 verschijnen zijn gedichten met regelmaat in De Nieuwe Gids. In datzelfde jaar wordt hij door Jan Greshoff gevraagd als redacteur van het Vlaams literaire tijdschrift Ontwaking, en wordt hij lid van de Vereniging van Letterkundigen. In 1910 geeft hij onder het pseudoniem Yszon het prozawerk Doodsschaduwen en lichtlijnen uit. In 1912 wordt, met de hulp van Willem Kloos, Borgmans verzamelde werk uitgeven onder de titel Verzen. Borgman publiceert in De Nieuwe Gids tot 1917.

## Natuurgenezer
In 1919 besluit Borgman zijn innerlijke overtuiging te volgen, en gooit hij zijn leven drastisch om. Hij stopt met zijn werk, hij stopt met dichten, en vertrekt naar Amsterdam waar hij een praktijk opent als pranisch (helderziend) genezer. Dagelijks behandelt hij zo'n 60-70 patiënten. Hij heeft als natuurgenezer veel succes, en blijft dit beroep dan ook ruim vijftig jaar uitoefenen. De leidraad bij zijn genezingswerk is de liefde van Jezus Christus voor de mensheid, en het door hem diep gevoelde vertrouwen in de alom aanwezige liefde van God voor de mensheid. Borgman is niet kerkelijk gebonden, maar op zijn eigen manier diep gelovig, waarbij met name het boek 'Johannes' een speciale betekenis voor hem heeft. 
Een behandeling begon Borgman meestal met een gebed. Hij paste in zijn praktijk ook kruiden, homeopathie, elektrische apparaten en gekleurd licht toe. Borgman was overtuigd vegetariër en een groot bewonderaar van Felix Ortt. Zijn praktijkruimte leek qua inrichting meer op een reguliere dokterskamer dan op een praktijkruimte waarin alternatieve genezers doorgaans werken. Ook in zijn uiterlijk en omgangsvormen was Borgman een echte heer.

## Kunstschilder
Vanaf het begin ontspande Borgman zich van zijn drukke praktijk als genezer door te schilderen. Dit was hem echter meer dan een hobby. Het was een wezenlijke uiting van zijn emoties en zijn gave. Voor hem hadden zijn schilderijen een diepere betekenis en waren ze 'geladen' met energie. Hij gebruikte bij het schilderen steeds de duurste penselen en verf van hoge kwaliteit, maar schilderde vervolgens veelal op heel eenvoudige houten paneeltjes. Bij het schilderen gebruikte hij echter uitzonderlijke technieken, waardoor bijzondere werken zijn voortgebracht.
De totale omvang van zijn oeuvre is niet bekend, maar wordt geschat op zo'n 400 schilderijen, waarvan het grootste deel in de loop van zijn leven is verkocht op tentoonstellingen of door hem is uitgeleend aan zijn patiënten als 'medicijn'.
Ook had Borgman actief omgang met andere kunstschilders. Veel is daarover niet bekend gebleven, maar zeker is dat hij in zijn Larense periode contact had met Hilda van Stockum en dat de kunstschilder Henri Daalhoff in augustus 1935, samen met zijn moeder, drie weken bij Borgman heeft gelogeerd. Daarbij heeft deze tekeningen gemaakt van de tuin van Borgmans villa Zonnehof. Borgman was ook tientallen jaren goed bevriend met Willem Sandberg, die na het overlijden van Borgman het beheer van diens schilderijen op zich heeft genomen.

### Tentoonstellingen
Tijdens het leven van Borgman zijn diverse (verkoop)tentoonstellingen van zijn schilderijen gehouden. Voor zover bekend was de eerste in 1923, waarbij al 26 zeegezichten werden tentoongesteld in kunsthandel Brok in Hilversum. In 1926 exposeerde hij met 
40 zeegezichten in de destijds bekende kunstzaal Heystee aan de Herengracht in Amsterdam. Hierna volgden onder meer exposities in november 1929, wederom in Heystee, in 1930 bij kunsthandel De Poort in Den Haag, in 1963 bij Al-Veka in Den Haag en in 1965 bij kunstzaal Vlieger in Amsterdam. Ook zijn er exposities geweest bij de kunsthandelaren Vetter op de Weteringschans in Amsterdam, bij Bos op het Tournooiveld in Den Haag en zelfs in Amerika bij Hans van der Aa. De laatste verkooptentoonstelling die tijdens het leven van Borgman werd gehouden, was in februari 1973 in het gemeentehuis van Oosterbeek. In de jaren na zijn dood zijn er rond 1983 nog enkele kleine exposities van zijn werken geweest in Eindhoven, en waren er in 1985 schilderijen van zijn hand te zien op de manifestatie 'Gouden Handen' in 's-Heerenberg. Sinds 2010 worden er weer grotere expositie van zijn werken gehouden. In de zomer van 2010 zijn bijvoorbeeld in het spiritueel centrum De Roos in Amsterdam 32 van zijn 'bezielde' zeegezichten tentoongesteld, waarbij maar liefst 20 van de 32 werken werden verkocht. In 2011 werden er verkooptentoonstellingen gehouden in Felixoord (Oosterbeek), de Jet Kat Art Gallery (Amsterdam), ROC Jan des Bouvrie (Amsterdam) en in de Woudkapel (Bilthoven). In 2014 waren ze een jaar lang te bewonderen in de tijdelijke Johan Borgman Galerie aan de Curaçaostraat in Amsterdam. In het voorjaar van 2015 zijn ze tentoongesteld op de Lotus beurs in Houten en in gezondheidscentrum 'Heelhuus' in Warnsveld.

## Trivia

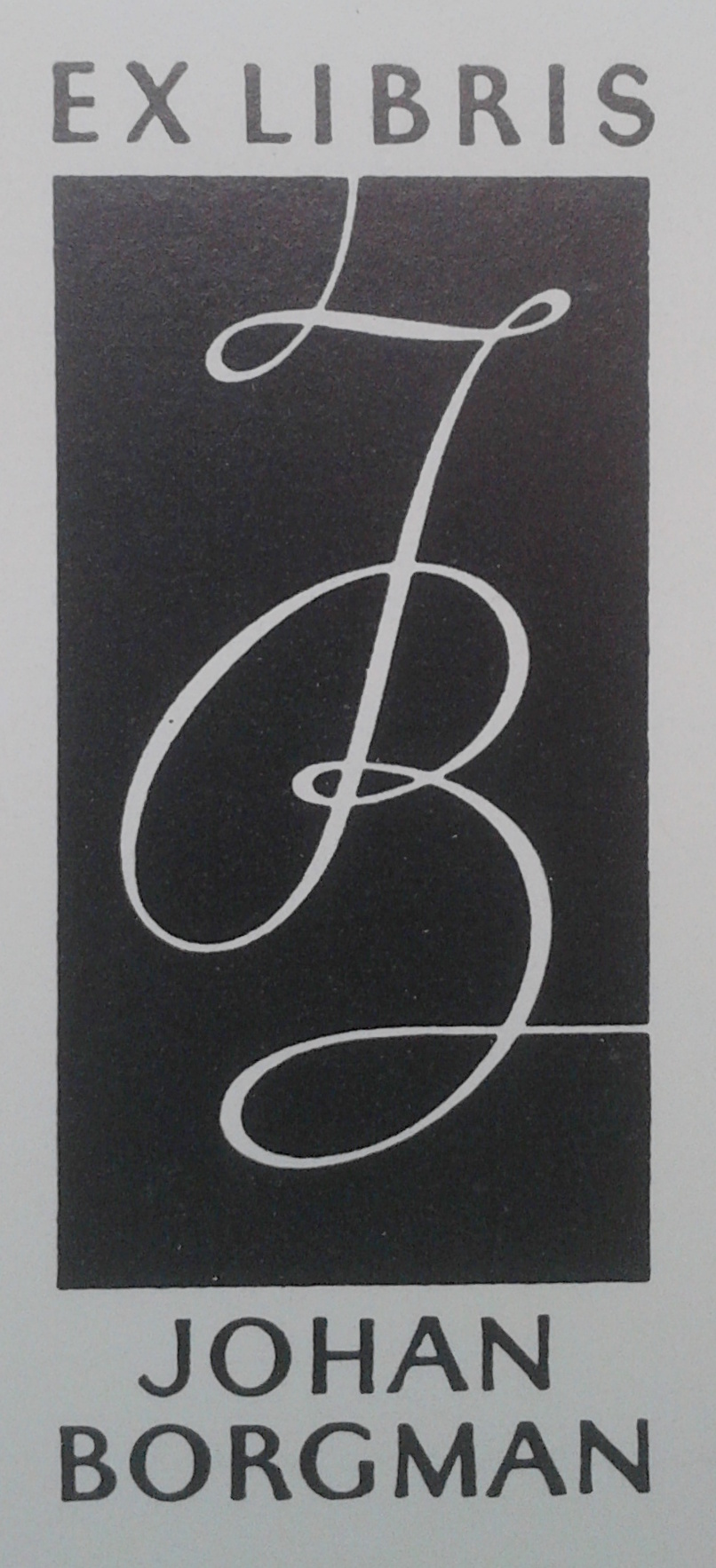
De 'ex libris' van Johan Borgman, ontworpen door Stefan Schlesinger (1896-1944), ca. 1932.

In 2001 plaatste de Vereniging tegen de Kwakzalverij Borgman als nr. 3 op de top 20 van kwakzalvers in hun populaire uitgave Genezen is het woord niet.
Zijn neef Hendrik Casimir schreef: "Als natuurkundige word ik natuurlijk geacht niet te geloven in bovennatuurlijke gaven, maar ik denk dat oom Johan veel mensen heeft kunnen helpen, omdat ze een aantal eenvoudige raadgevingen betreffende dieet, roken en dergelijke opvolgden vanwege de suggestieve wijze waarop ze werden gegeven."

## Publicaties
- Doods-schaduwen en lichtlijnen, (Proza), Uitg. Meindert Boogaerdt Jun., Zeist (1910).
- Verzen. (Gedichten), Uitg. Van Dishoeck, Bussum (1912).
- In de Fabrieksbuurt, (kort verhaal), in: 'De Nieuwe Gids', september 1914, blz. 373 - 387.

## Secundaire literatuur
- A. Heyting, Groninger dichtkunst en Groninger kritiek, Den Haag: Kottman, 1915, blz. 1-20.
- A. Heyting, Het rondeel. De roos der lyriek, Den Haag: Luctor et emergo, 1929. Bundeling van serie artikelen eerder verschenen in tijdschrift "De Kunst", 1913 - 1914
- P.A. Scheen, Lexicon Nederlandse Beeldende Kunstenaars 1750-1950, ‘s-Gravenhage, 1969/70, Deel 1, blz. 133.
- C.A. Scharten, Register van overlijden bij P.A. Scheen's lexicon, Nederlandse beeldende kunstenaars geboortejaren 1750-1950: jaar van geboorte 1881 of later - jaar van overlijden voor 1994, Zutphen, 1996, blz. 16.
- J. Bédier, Johan Borgman: zijn werk, zijn leven. Naarden: A.J.G. Strengholt's Boeken, 1996.
- P.M.J.E. Jacobs, Beeldend Benelux, biografisch handboek, (6 delen), Tilburg, 2000, blz. 426.
- E. Dieltjes, 'Johan Borgman (1889-1976): metafysische zeestemmingen van een gepassioneerd schilder.' in: PRANA, no. 178, april/mei 2010, blz. 29-41.
- S. Thomasse, 'Johan Borgman. Bezielde zee', in: 'BewustZijn Magazine', no. 18, november-december 2011, blz. 52-59. Herdrukt in 'Bewustzijns kunstenaars over hun leven en werk; 28 interviews met beeldend kunstenaars', blz. 108 - 117, Zutphen, 2014, Uitg. Idrie.
- 'Uitgelicht: de zeegezichten van Johan Borgman', in: BRES, no. 270, november/december 2011, blz. 51-51; no. 271,januari/februari 2012, blz. 78-79; no. 272, maart/april 2012, blz. 78-79
- R. Spaink, 'Ik ben een God in het diepst van mijn gedachten', in: Spiegelbeeld, no. 12, december 2011, blz. 68-72.
- E. van der Neut, 'Tussen de kieren van de canon: Johan Borgman', in: Vooys, no. 1, 2013, blz 58-62.
- M. Gortemaker, 'Therapie per post. Een chronologische analyse van de ongepubliceerde correspondentie tussen Frederik van Eeden en Johan Borgman' in: "Mededelingen van het Frederik van Eeden-Genootschap LVIII", december 2014, blz. 83 - 90.
- 'Geraakt worden door kunst', in: "Vrouw in de regio", Nr. 57, febr. - maart 2015, blz.20 - 21.
- I.M.M. van der Knaap,'Prânische energie en transcedente zeegezichten. Een kennismaking met natuurgenezer Johan Borgman', in: Vakblad voor Natuurgeneeskunde, vol. 6, (nov/dec 2016) blz. 50-53.